# Francis Galizi
Francis Galizi est un homme politique né le 10 octobre 1938 à Peyruis.

## Biographie
Ancien membre du CDS, Il est député UDF de la première circonscription des Alpes-de-Haute-Provence de 1994 à 1997. Ancien maire et conseiller général de 1983 à 2008 UMP de Peyruis.
Francis Galizi est commandeur de la Légion d'honneur (JO du 1er janvier 2009).